# Urządzenia ubieralne Xiaomi

## Mi Band
Mi Band (Mi Smart Band, Xiaomi Smart Band) to linia inteligentnych opasek i zegarków firmy Xiaomi. Pierwsze urządzenie serii – Mi Band zostało zaprezentowane 22 lipca 2014 r. jego podstawowym zadaniem jest rejestrowanie aktywności osoby noszącej na podstawie ilości wykonywanych kroków oraz informowanie o powiadomieniach za pomocą wibracji.

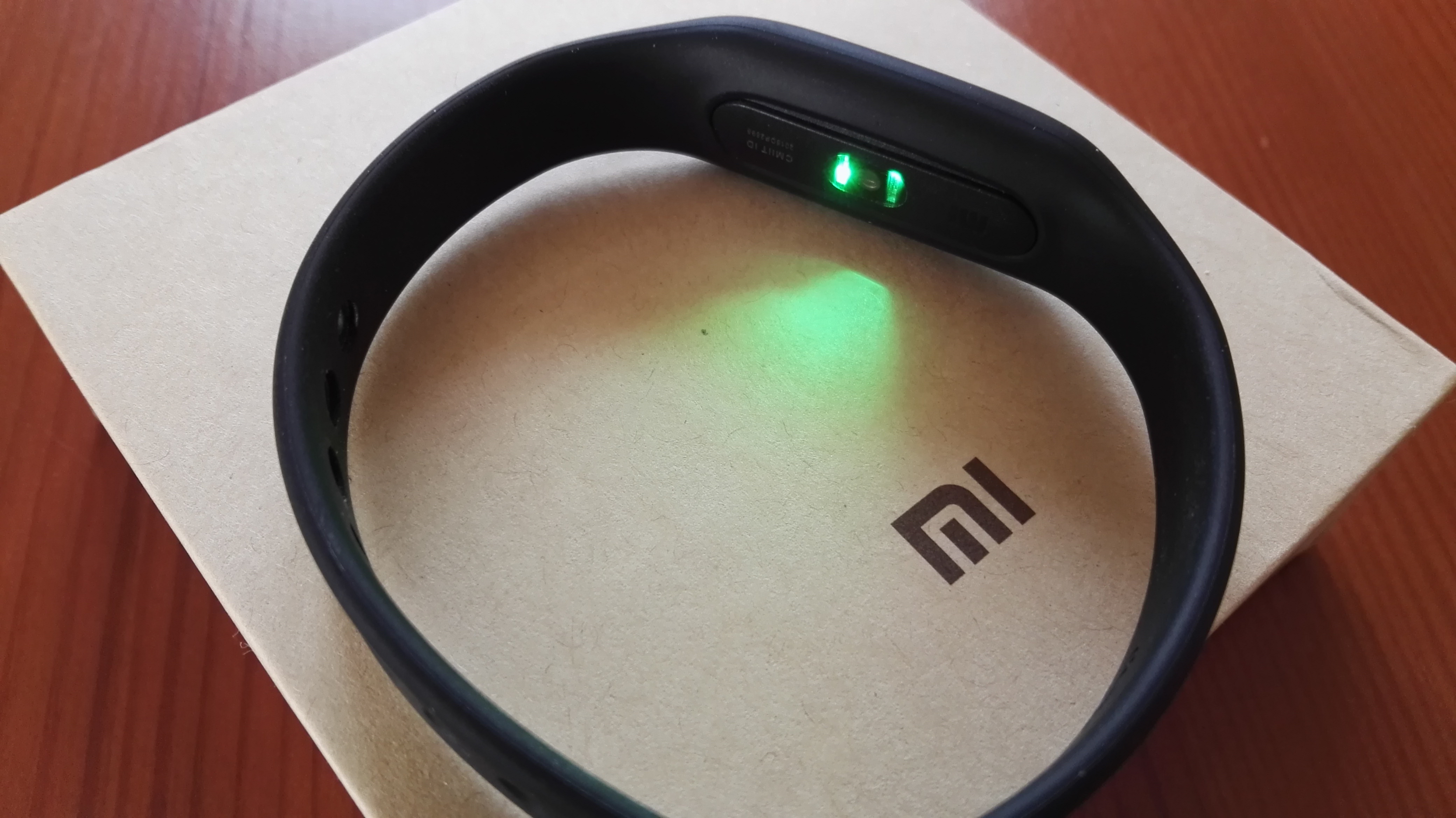
Czujnik tętna w opasce Mi Band 1s podczas próby pomiaru tętna.

Nowsze wersje Mi Banda wprowadziły też inne funkcjonalności takie jak: rejestrowanie faz snu, częstotliwości pracy serca, pokazywanie powiadomień i godziny. Ponadto posiadacze smartfonów z zainstalowanym systemem MIUI lub Androidem od wersji 5.0 mogą używać Mi Bandu do zabezpieczania dostępu do telefonu.
Urządzenia do pracy wymagają sparowania z telefonem pod kontrolą systemu Android od wersji 4.4 lub iOS od wersji 7.0 z obsługą Bluetooth 4.0 LE. Opaski łączą się z aplikacją  Mi Fit lub  Google Fit. Istnieją też nieoficjalne aplikacje, umożliwiające komunikację i obsługę urządzenia z innymi systemami jak BlackBerry 10 i Windows Phone oraz rozszerzające funkcjonalność opasek.

### Porównanie różnych wersji Mi Band
| Model      |  |  | Wyświetlacz                  | Funkcje | Rok premiery |
| ---------- |  |  | ---------------------------- | --- | ------------ |
| Mi Band 1S |  |  | Diody LED                    | Pulsometr, krokomierz, wibracja, Bluetooth | 2014         |
| Mi Band 2  |  |  | 0,42" OLED, monochromatyczny | Zegarek, pulsometr, krokomierz, wibracja, touchpad, Bluetooth | 2015         |
| Mi Band 3  |  |  | 0,78" OLED                   | Zegarek, krokomierz, wibracja, touchpad, Bluetooth | 2017         |
| Mi Band 4  |  |  | 0,97" AMOLED                 | Zegarek, NFC (Mi Pay), pogoda, połączenia, pulsometr, krokomierz, monitor snu | 2018         |
| Mi Band 5  |  |  | 1.1"                         | Zegarek, NFC, pogoda, powiadomienia z telefonu, pulsometr, krokomierz, monitor snu, przełączanie muzyki | 2020         |
| Mi Band 6  |  |  | 1.56" AMOLED                 | 3 kierunkowy akcelerometr, 3-kierunkowy żyroskop, pulsometr (monitor pracy serca – PPG), pulsoksymetr SpO2, odpornościowy czujnik zbliżeniowy, wodoodporność: 50 metrów do 30 min w wodzie słodkiej, 5 atmosfer | 2021         |
| Mi Band 7  |  |  | 1,62" AMOLED                 | 120 trybów sportowych, Always On Display, licznik spalonych kalorii, monitorowania snu, monitorowanie stresu, tętna.                                                                                            | 2022         |

## AmazFit
AmazFit – sub-marka Xiaomi specjalizująca się w inteligentnych urządzeniach i oprogramowaniu dla prowadzących aktywny tryb życia. Pierwszy produkt tej marki – smartwatch AmazFit Pace został zaprezentowany 30 sierpnia 2016 r. Zegarek napędzany jest przez dwurdzeniowy procesor o zegarze 1,2 GHz, 512 MB RAM i 4 GB pamięci wewnętrznej. Smartwatch posiada wyświetlacz o przekątnej 1,34 cala rozdzielczości 320×300 pikseli. Jest zasilany baterią o pojemności 280mAh, a także posiada certyfikat IP67, co czyni go zdolnym do pracy nawet w deszczu. Inne funkcje to monitor tętna i GPS.
Urządzenia AmazFit można połączyć z  Google Fit,  Mi Fit oraz aplikacjami  AmazFit.

### Zestawienie wybranych urządzeń AmazFit
| Model                       | Wyświetlacz                                              | Funkcje i specyfikacja |
| --------------------------- | -------------------------------------------------------- | --- |
| AmazFit Pace                | Okrągły MIP 1,34”, 300×300px, kolorowy, dotykowy         | CPU 1.2 GHz; RAM 512MB; 4GB pamięci wbudowanej, pulsometr, krokomierz, wibracja, Wi-Fi, GPS, Bluetooth, AliPay, odtwarzacz, zegarek |
| AmazFit Bip                 | 1,28”, 176×176px, dotykowy                               | Zegarek, GPS, pulsometr, barometr, Bluetooth, powiadomienia, wibracja, AliPay                                                       |
| AmazFit Arc                 | OLED dotykowy                                            | Zegarek, pulsometr, krokomierz, wibracja, Bluetooth                                                                                 |
| AmazFit Health              | 0,42” OLED                                               | Zegarek, pulsometr, krokomierz, wibracja, touchpad, EKG, Bluetooth                                                                  |
| AmazFit Cor                 | 1,23" IPS, 80×160px                                      | Zegarek, pulsometr, krokomierz, wibracja, Bluetooth, przycisk dotykowy                                                              |
| AmazFit Stratos / AmazFit 2 | Okrągły 1,34" IPS, 320×300px, dotykowy                   | CPU 1.2 GHz; RAM 512MB; 4GB pamięci wbudowanej, pulsometr, krokomierz, wibracja, Wi-Fi, GPS, Bluetooth, odtwarzacz, zegarek         |
| AmazFit 2S                  | Okrągły 1,34" IPS, 320×300px, dotykowy, szafirowa szybka | CPU 1.2 GHz; RAM 512MB; 4GB pamięci wbudowanej, pulsometr, krokomierz, wibracja, Wi-Fi, GPS, Bluetooth, odtwarzacz, zegarek         |

## Inteligentne buty
Do butów wbudowano chip Intela. Można je połączyć z aplikacją Mi Fit.
- Mijia Smart Shoes[17]
- Xiaomi 90 Minutes Ultra Smart Sportswear[18]